# Lukas Nickel
Lukas Nickel (* 1964 in Halle (Saale)) ist ein deutscher Kunsthistoriker, Sinologe und Hochschullehrer.

## Leben
Lukas Nickel studierte moderne und klassische Sinologie an der Humboldt-Universität zu Berlin, orientalische Archäologie an der Universität Halle und ostasiatische Kunstgeschichte an der Universität Heidelberg. Er promovierte in Heidelberg über die Gräber der Han-Zeit in Luoyang. In den Jahren von 1999 bis 2001 war er als Kurator am Museum für Ostasiatische Kunst in Köln tätig.
Nach Lehrstuhlvertretungen an der Universität Zürich, Universität London und in Heidelberg wurde Nickel im September 2016 Professor für asiatische Kunstgeschichte an die Universität Wien.
Seine Forschungsschwerpunkte liegen vor allem bei der chinesischen Kunst der Frühzeit und des Mittelalters, der buddhistischen Kunst, den Interaktionen asiatischer Kulturen entlang der Seidenstraße und dem Kontakt der chinesischen und der hellenistischen Welt. Des Weiteren setzt sich Nickel intensiv mit dem Gründer des chinesischen Kaiserreiches, Qin Shihuangdi, auseinander.

## Schriften (Auswahl)
- Tong Peihua 佟佩华, Lukas Nickel, Li Zhengguang 李振光 (Hg.), The Temple of the White Dragon in Xiaoshijiazhuang, Linqu county, Shandong province 山东临朐小时家庄白龙寺, Beijing, Wenwu press 2016.
- Lukas Nickel, Gräber der Han-Zeit in Luoyang, Münchner Ostasiatische Studien, Stuttgart, Franz Steiner Verlag 2011.
- Lukas Nickel (Hg.), Return of the Buddha – the Qingzhou Discoveries. London, Royal Academy of Arts 2002, und Washington D.C., Sackler Gallery, Smithsonian Institution 2004.
- Lukas Nickel (Hg.), Die Rückkehr des Buddha. Chinesische Skulpturen des 6. Jahrhunderts – Der Tempelfund von Qingzhou. Zürich, Museum Rietberg 2001; englische Ausgabe: The Return of the Buddha – Buddhist Sculptures of the 6th Century from Qingzhou, Shandong. Zürich, Museum Rietberg 2002.[3]